# HTC 7 Trophy
HTC 7 Trophy (модельний номер T8686, також відомий як HTC Trophy)  — смартфон, розроблений компанією HTC Corporation, анонсований 11 жовтня 2010 року. Працює під управлінням операційної системи Windows Phone 7.

## Критика
HTC 7 Trophy не найкращий смартфон на ринку. І це навіть не найкращий смартфон на Windows Phone 7, але вона, Windows Phone 7, є такою приємною.
Ресурсу TechRadar сподобався дизайн, те що він добре працює як телефон. Не сподобався малий час роботи від одного заряду батареї, те що камера не досить якісна. Мінуси операційної системи: відсутність багатозадачності, можливості копіювання та вставлення файлів.

## Огляд приладу
- Огляд HTC 7 Trophy [Архівовано 23 серпня 2017 у Wayback Machine.] на TechRadar (англ.)
- HTC 7 Trophy [Архівовано 25 серпня 2012 у Wayback Machine.] на CNET Australia (англ.)
- Огляд HTC Trophy [Архівовано 6 листопада 2012 у Wayback Machine.] на Engadget (англ.)

## Відео
- HTC 7 Trophy - перший погляд від HTC (англ.)
- Огляд HTC 7 Trophy [Архівовано 1 грудня 2010 у Wayback Machine.] від  PhoneArena (англ.)
- HTC 7 Trophy - перше враження [Архівовано 1 жовтня 2016 у Wayback Machine.] (пол.)